# Lijst van wachtposten aan de spoorlijn Breda - Rotterdam
Dit is een onvolledige chronologische lijst van wachtposten aan de Spoorlijn Breda - Rotterdam. Een wachtpost was een huisje waarin de baanwachter woonde. Hij of zij opende en sloot de overwegbomen wanneer er een trein passeerde. Alle huisjes werden tussen 1866 en 1877 naar een standaardontwerp door de Staatsspoorwegen gebouwd. Rond 1950 werden veel huisjes gesloopt omdat ze hun oude functie verloren.
Wanneer er achter de straatnaam een asterisk staat, wil dat zeggen dat de overgang niet meer bestaat. Bij een aantal huisjes staat de straatnaam aangegeven, die in de buurt van de oude overweg ligt.
| Wachtpost | Straat                                          | Plaats              | Bouwjaar | Sloopjaar | Extra informatie            | Coördinaten                   | Afbeelding |
| --------- | ----------------------------------------------- | ------------------- | -------- | --------- | --------------------------- | ----------------------------- | ---------- |
| 6         | Rat Verleghstraat*                              | Breda               | 1866     | Onbekend  |                             | 51° 35' 39" NB, 4° 44' 30" OL |            |
| 7         | Steenakkerstraat                                | Breda               | 1866     | Onbekend  |                             | 51° 35' 47" NB, 4° 43' 59" OL |            |
| 8         | Spoorstraat                                     | Prinsenbeek         | 1866     | 1936      |                             | 51° 35' 56" NB, 4° 43' 42" OL |            |
| 9         | Westerhagelaan*                                 | Prinsenbeek         | 1866     | Onbekend  |                             | 51° 36' 26" NB, 4° 43' 15" OL |            |
| 10        | Bredestraat*                                    | Breda               | 1866     | Onbekend  |                             | 51° 36' 58" NB, 4° 42' 52" OL |            |
| 11        | Biezenstraat*                                   | Breda               | 1866     | Onbekend  |                             | 51° 37' 34" NB, 4° 42' 28" OL |            |
| 16        | Voogdeweg*                                      | Zevenbergschen Hoek | 1866     | Onbekend  |                             | 51° 39' 55" NB, 4° 40' 49" OL |            |
| 18        | Hoofdstraat*                                    | Zevenbergschen Hoek | 1866     | Onbekend  |                             | 51° 40' 40" NB, 4° 40' 15" OL |            |
| 22        | Binnenmoerdijksebaan*                           | Moerdijk            | 1866     | Onbekend  |                             | 51° 41' 53" NB, 4° 39' 28" OL |            |
| 23        |                                                 | Moerdijk            | 1866     | Onbekend  | Stond niet aan een overgang | 51° 42' 22" NB, 4° 39' 12" OL |            |
| 24        | Zwaluwsedijk                                    | Lage Zwaluwe        | 1866     | Onbekend  |                             | 51° 42' 40" NB, 4° 39' 0" OL  |            |
| 28        | Polder Oudendijk*                               | Dordrecht           | 1872     | Onbekend  |                             |                               |            |
| 29        | Polder Oudendijk-Rijksstraatweg*                | Dordrecht           | 1872     | Onbekend  |                             | 51° 44' 32" NB, 4° 38' 15" OL |            |
| 30        | Vlaakweg*                                       | Dordrecht           | 1872     | Onbekend  |                             | 51° 45' 2" NB, 4° 38' 31" OL  |            |
| 32        | Laan van Kopenhagen*                            | Dordrecht           | 1872     | Onbekend  |                             | 51° 46' 29" NB, 4° 39' 26" OL |            |
| 44        | Munnikensteeg*                                  | Zwijndrecht         | 1872     | Onbekend  |                             | 51° 49' 43" NB, 4° 36' 31" OL |            |
| 46        | Noldijk*                                        | Barendrecht         | 1872     | Onbekend  |                             | 51° 50' 45" NB, 4° 34' 6" OL  |            |
| 48        | Gebroken Meeldijk*                              | Barendrecht         | 1872     | Onbekend  |                             | 51° 51' 13" NB, 4° 33' 19" OL |            |
| 49        | Dordtsestraatweg*                               | Barendrecht         | 1872     | Onbekend  |                             | 51° 52' 6" NB, 4° 32' 26" OL  |            |
| 51        | Fietstunnel tussen Olympiapad en Karnemelksland | Rotterdam           | 1872     | Onbekend  |                             | 51° 52' 6" NB, 4° 32' 26" OL  |            |